# シティ・ハイ
シティ・ハイ（英語: City High）は、アメリカ合衆国のブラック・コンテンポラリーおよびヒップホップ・ミュージックトリオ。

## 解説
ライアン・トビー、ロビー・パードロ・クローデット・オーティズからなっていた。
グループ唯一のスタジオアルバム『シティ・ハイ』は、アメリカレコード協会からゴールド認定を受けた他、ワイクレフ・ジョンのプロデュースした『ワット・ウッジュー・ドゥ?』はMTVの定番曲となったほか、第44回グラミー賞最優秀リズム・アンド・ブルース・パフォーマンス賞ヴォーカル入りデュオまたはグループ部門にノミネートした。2001年、イヴをフィーチャーしたシングル『カラメル』は、BillBoard Hot 100のトップ20にランクインしている。その後まもなく解散した。